# Congreso Constituyente Provincial de Costa Rica

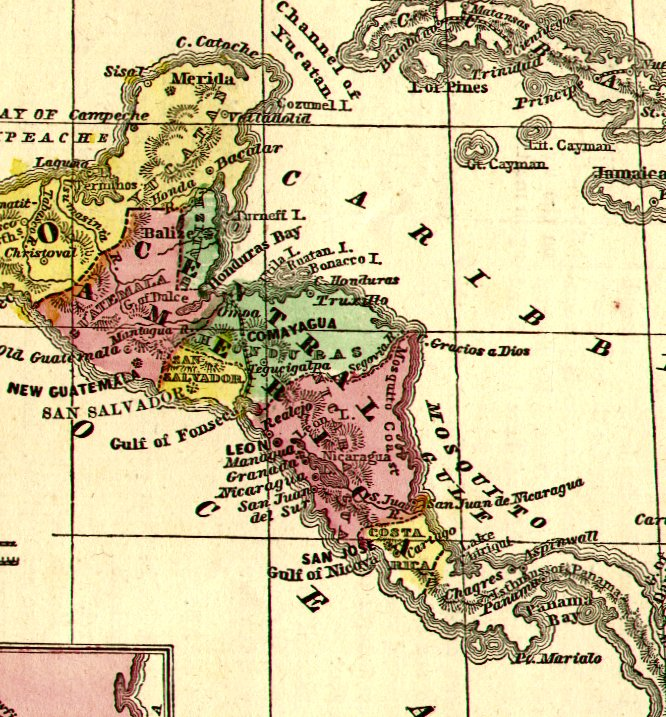
Provincias Unidas de Centro América

El Congreso Constituyente Provincial de Costa Rica se convocó en dos ocasiones dentro de la Provincia de Costa Rica inmediatamente después de la independencia de España. Primero con el país como provincia, al menos nominalmente, del Primer Imperio Mexicano, y el segundo como provincia de la República Federal de Centroamérica. En ambos casos emitió estatutos jurídicos que fungieron como constituciones locales provisionales. 
El Primer Congreso Constituyente Provincial se convocó tras las elecciones de diputados que representarían a Costa Rica en el Congreso Constituyente de México de 1822, pero que nunca ejercieron sus cargos porque el mismo fue abolido por el emperador Agustín de Iturbide. La Junta Gubernativa decide entonces convocar a un congreso constituyente que decida el destino del país dividido entre republicanos e imperialistas y éste congreso emite el Primer Estatuto Político de la Provincia de Costa Rica el 19 de marzo de 1823. El cual estuvo vigente hasta el estallido de la guerra civil entre monárquicos y republicanos de ese año. Pasada la guerra, cuando ya el Imperio Mexicano había caído y Centroamérica se había convertido en las Provincias Unidas, nuevamente se convoca a otro Congreso Provincial por parte del presidente interino y líder del bando republicano ganador Gregorio José Ramírez, quien entregó el poder a dicho órgano el cual lo ostentó entre el 16 de abril y el 10 de mayo de 1823. Dicho Congreso ratificó el poder de Ramírez, definió la capitalidad de San José y emitió el Segundo Estatuto Político de la Provincia de Costa Rica que sirvió temporalmente como constitución dentro de la Federación de Centroamérica.